# Viersener Straße 147 (Mönchengladbach)

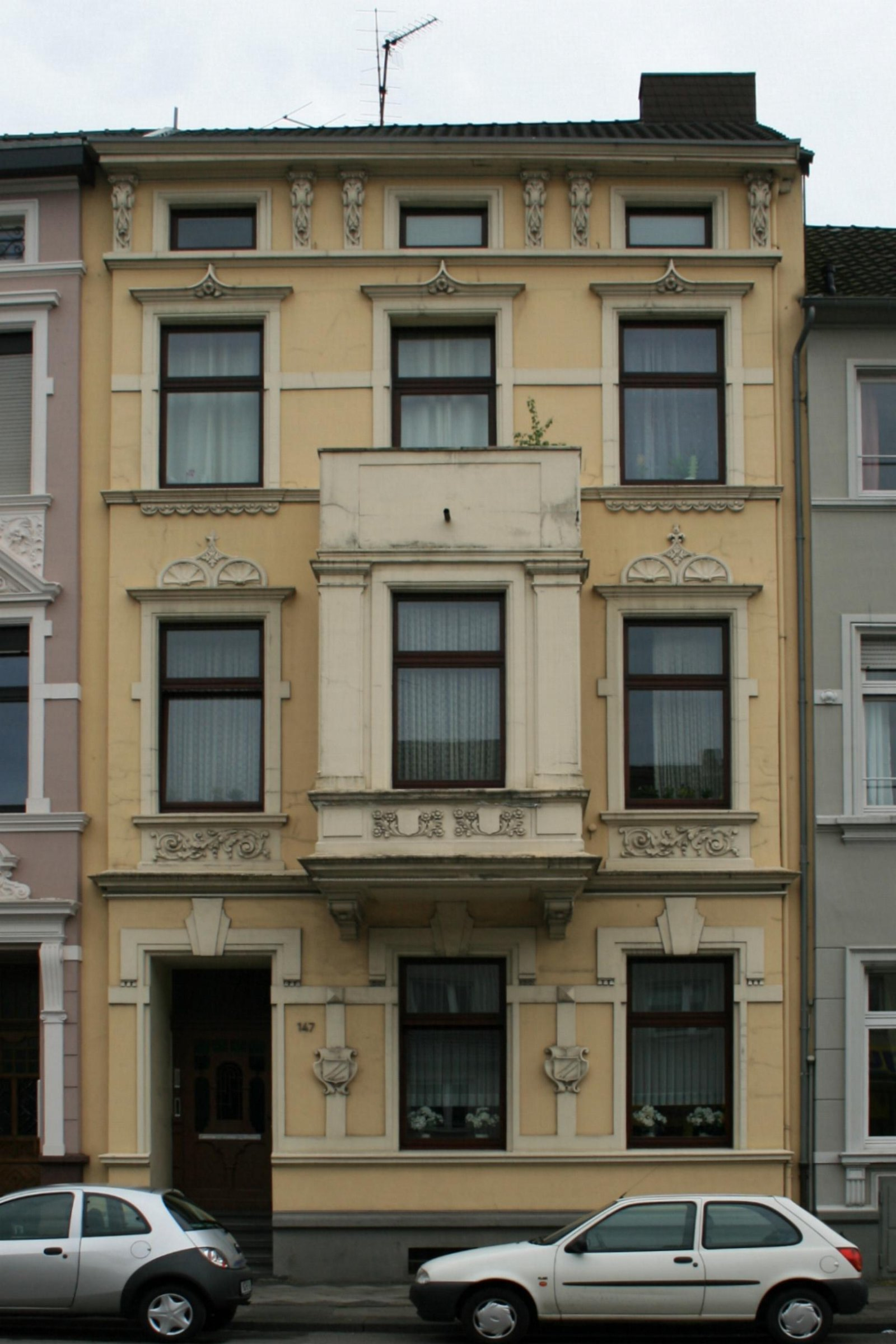
Straßenfassade (2010)

Das Wohnhaus Viersener Straße 147 stand in Mönchengladbach (Nordrhein-Westfalen) im Stadtteil Am Wasserturm.
Das Gebäude wurde um 1900 erbaut und unter Nr. V 024 am 7. Dezember 1994 in die Denkmalliste der Stadt Mönchengladbach eingetragen. Nachdem im Februar 2020 wegen Bauarbeiten auf einem Nachbargrundstück eine Giebelwand abgesackt und das Haus akut einsturzgefährdet war, begann wenige Tage später der Abriss des Gebäudes.

## Lage
Nördlich des Wasserturms auf dem stadtauswärts gerichteten Straßenabschnitt, der beidseitig eine annähernd geschlossene historische Zeilenbebauung aufweist. 

## Architektur
Dreigeschossiger Putzbau von drei Achsen mit befenstertem  Drempel unter flach geneigtem Satteldach; rückwärtig langgestreckter Anbau, mit dem des Nachbarhauses Nr. 145 gekoppelt. Horizontal gegliedert durch Sockel-, Sohlbank-, Stockwerk- und konsolgestütztes Traufgesims. Ein kastenförmiger Erker mit Balkonaufsatz als mittelaxialer Akzent. Erschließung des Hauses von der linken Achse her mit tief eingeschnittener Eingangsnische. Fenster in regelmäßiger Anordnung; alle gleichförmig hochrechteckig ausgebildet und mit geschossweise variierender Rahmung gefasst; die Fensteröffnungen des Drempels sind liegende Rechtecke. Insgesamt aufwändige Fassadenstuckierungen unter eklektischer Verwendung renaisassancistischer Stilelemente. Neben Stuckverzierungen der Wandöffnungen ornamentaler Brüstungsschmuck, horizontale Putzbänder und nicht näher ableitbare Dekorformen im Erdgeschoss. Das Objekt war aus städtebaulichen und architekturhistorischen Gründen als Baudenkmal schützenswert.

## Beschädigung und Abriss
Am 12. Februar 2020 sackte während Bauarbeiten auf dem benachbarten Grundstück, auf dem zuvor das direkt anschließende Gebäude Viersener Straße 149 stand, die rechte Giebelwand des Hauses um mehrere Zentimeter ab, wobei breite Risse in der Fassade entstanden. Das Haus sowie das Nachbarhaus Nummer 145 wurden evakuiert und die Viersener Straße in diesem Bereich gesperrt. Noch am selben Tag wurde eine Stützwand neben der einsturzgefährdeten Giebelwand betoniert, die bis zum Abend des 13. Februars aushärten musste. Am 14. Februar wurde bei einem Vor-Ort-Termin mit Vertretern der Stadt, dem Eigentümer, dem Bauherrn und Baustatikern der vollständige Abriss beschlossen. Zunächst sollte zur Wiederherstellung der öffentlichen Sicherheit lediglich die Giebelwand abgerissen werden, für deren Stabilisierung zuerst die benachbarte Baugrube bis auf Straßenniveau aufgefüllt werden sollte. Für den weiteren Abriss müssten zunächst Genehmigungen u. a. bei der Denkmalbehörde eingeholt werden. Am Nachmittag des 14. Februars stürzte die Giebelwand jedoch vollständig in die Baugrube und man begann sofort mit dem Abriss von etwa der Hälfte des Gebäudes. Ein Statiker stellte am Abend die Standsicherheit der Ruine fest. Der vollständige Abriss begann am 16. März 2020. Das Haus wurde zuletzt von vier Personen bewohnt, die ihre Wohnungen vor dem Abriss nicht mehr betreten durften. Beim Abriss versuchten die Arbeiter daher in Abstimmung mit den Bewohnern, persönliche Gegenstände und Dokumente mit einem Bagger zu bergen.